# Dyvelsten
Der Dyvelsten  (deutsch „Teufelsstein“); auch Sagnsten (deutsch „Sagenstein“ genannt) ist der größte Findling (dänisch Vandreblokk) auf der Nordhälfte der dänischen Insel Samsø. Er liegt nördlich von Nordby, östlich und nahe der Straße Issehoved auf einem Hügel und ist bei hohem Gras schwer zu erkennen. Der Findling steht unter Schutz.
In der Nähe liegt das Samsø Labyrinten.
Dyvelsten ist auch ein Dorf in der Forshaga (Gemeinde) in Värmland in Schweden.

## Legende
In der Vergangenheit war viel Aberglaube mit ihm verbunden. Der Legende nach ist er einer von drei Steinen, die ein Riese in Richtung der Kirche von Nordby geworfen hat. Für die Bewohner der Nordinsel war er ein Fruchtbarkeitssymbol. Kinderlose Frauen brachten kleine Puppen oder Brot mit Butter zu Stein. Eine Prophezeiung besagt, dass Nordby niederbrennen wird, wenn der Stein aufgedeckt wird. Ähnliche Sagen sind auch mit anderen dänischen Findlingen verknüpft.